# Moussa Diabaté
Moussa Diabaté, né le 21 janvier 2002 à Paris, est un joueur français de basket-ball évoluant au poste de pivot.

## Biographie
Moussa Diabaté est né à Paris de parents malien et guinéen.
En 2018, il mène l'équipe de France des moins de 16 ans à la quatrième place du championnat d'Europe avec un bilan de 5 victoires pour 2 défaites, où il marque en moyenne 11,1 points et prend 10,3 rebonds par match.
L'année suivante, il termine cinquième avec l'équipe de France des moins de 18 ans lors du championnat d'Europe avec un bilan de 6 victoires pour 1 défaite. Il marque en moyenne 11,2 points et prend 11,5 rebonds par match.
Le 9 novembre 2021, recrue cinq étoiles, il s'engage avec les Wolverines du Michigan dans le championnat universitaire NCAA de basket-ball aux États-Unis.
Le 25 avril 2022, il se présente pour la draft 2022 de la NBA où il est attendu au second tour. Il est choisi en 43e position par les Clippers de Los Angeles. Il dispute ensuite la Summer League. 
Il signe un contrat two-way en faveur des Clippers de Los Angeles en juillet 2022, puis un second de suite en juillet 2023.
Le 31 juillet 2024, il signe un contrat two-way avec les Hornets de Charlotte. Le 9 février 2025, son contrat two-way est converti en un contrant standard de trois saisons.
Il est retenu par Frédéric Fauthoux, entraîneur de l'équipe de France, pour faire partie des 18 joueurs présélectionnés pour le championnat d'Europe 2025. Mais après avoir étrenné sa première sélection contre Monténégro, il n'est pas conservé pour la sélection finale.

## Palmarès et distinctions personnelles

### Lycée
- McDonald's All-American en 2021
- Jordan Brand Classic en 2021

### Universitaire
- Big Ten All-Freshman Team en 2022

### Professionnel
- Joueur de la semaine en NBA G League le 14 novembre 2022[9]

## Statistiques

### Aux États-Unis

#### Universitaires
Les statistiques de Moussa Diabaté en Championnat NCAA masculin de basket-ball aux États-Unis sont les suivantes
 :
| Saison    | Équipe   | Matchs | Titul. | Min./m | % Tir | % 3pts | % LF | Rbds/m. | Pass/m. | Int/m. | Ctr/m. | Pts/m. |
| --------- | -------- | ------ | ------ | ------ | ----- | ------ | ---- | ------- | ------- | ------ | ------ | ------ |
| 2021-2022 | Michigan | 32     | 26     | 24,9   | 54,2  | 21,4   | 61,9 | 6,00    | 0,80    | 0,30   | 0,90   | 9,00   |
| Carrière  | Carrière | 32     | 26     | 24,9   | 54,2  | 21,4   | 61,9 | 6,00    | 0,80    | 0,30   | 0,90   | 9,00   |

Dernière mise à jour : 2 mai 2022

#### Professionnelles

##### Saison régulière NBA
| Saison    | Équipe        | Matchs | Titul. | Min./m | % Tir | % 3pts | % LF | Rbds/m. | Pass/m. | Int/m. | Ctr/m. | Pts/m. |
| --------- | ------------- | ------ | ------ | ------ | ----- | ------ | ---- | ------- | ------- | ------ | ------ | ------ |
| 2022-2023 | L.A. Clippers | 22     | 1      | 8,9    | 51,1  | 50,0   | 62,5 | 2,28    | 0,18    | 0,32   | 0,36   | 2,68   |
| 2023-2024 | L.A. Clippers | 11     | 0      | 5,8    | 52,6  | 0,0    | 64,3 | 2,18    | 0,36    | 0,45   | 0,09   | 2,64   |
| 2024-2025 | Charlotte     | 71     | 8      | 17,5   | 59,6  | 0,0    | 59,5 | 6,17    | 0,79    | 0,65   | 0,56   | 5,68   |
| Carrière  | Carrière      | 104    | 9      | 14,4   | 58,1  | 12,5   | 60,3 | 4,92    | 0,62    | 0,56   | 0,47   | 4,72   |

Dernière mise à jour : 15 avril 2025

### En équipe de France
Les statistiques de Moussa Diabaté en équipe de France sont les suivantes
 :
| Saison | Équipe               | Championnat    | Matchs | Minutes | % Tirs | % 3pts | % LF | Rbds/m | PassD/m | Int/m | Ctrs/m | Turn/m | Pts/m |
| ------ | -------------------- | -------------- | ------ | ------- | ------ | ------ | ---- | ------ | ------- | ----- | ------ | ------ | ----- |
| 2018   | Équipe de France U16 | Eurobasket U16 | 7      | 25,9    | 42,9   | 20,0   | 54,8 | 10,30  | 0,70    | 1,00  | 0,57   | 1,57   | 11,10 |
| 2019   | Équipe de France U18 | Eurobasket U18 | 6      | 26,5    | 48,3   | 0,0    | 40,9 | 11,50  | 1,20    | 1,17  | 2,17   | 1,67   | 11,20 |

Dernière mise à jour : 2 mai 2022